# 氢甲酰化反应
氢甲酰化反应也称羰基合成，是工业上用烯烃与氢气及一氧化碳在高压（10-100atm）加热（40-200°C）和过渡金属催化下反应制备醛类的方法。反应的总体结果是醛基和氢分别加到烯烃双键的两端，生成增加一个碳的醛的两种异构体的混合物。该法首先由Otto Roelen发现，在化学工业上的应用很广。生成的醛是重要的精细化工产品，可以作为很多产品的合成原料。
{\displaystyle {\rm {RCH=CHR'+H_{2}+CO\longrightarrow RCH_{2}-CHR'-CHO}}}
该反应的催化剂多为Co、Rh、Ir的配合物，其种类随氢甲酰化反应的进展而发生了很大变化，主要是从最初的四羰基氢钴–经叔膦（如三丁基膦）改性的钴催化剂–铑催化剂（如HRh(CO)(PPh3)3）.BASF 使用Co, SHELL使用Co/PR3, UCC使用Rh/PR3, RCH–RP使用Rh/TPPTS. 催化剂Rh相对于Co更好，因为其更高的选择性，以及更好的活性在低压下。目前研究中的多相催化剂。

## 反应机理
以四羰基氢钴（HCo(CO)4）为例，反应的催化机理为：
18价电子的四羰基氢钴发生配体交换，生成与烯烃络合的中间体。与钴相连的氢对烯烃发生迁移插入反应，生成烃基羰基钴，然后再与一个CO络合，烃基发生迁移插入，生成活性的酰基羰基钴中间体。它与氢发生氧化插入，生成金属氢配合物，而后发生还原消除反应，生成一分子醛和16价电子的三羰基钴中间体，完成一个循环。